# Hiéroclès d'Alexandrie
Pour les articles homonymes, voir Hiéroclès.
Hiéroclès d'Alexandrie dit Hiéroclès le Pythagoricien ou Hierocles Platonicus, est un philosophe néoplatonicien ou néopythagoricien du Ve s.

## Biographie
Il est disciple, à Athènes, de Plutarque d'Athènes (le fondateur de l'école néoplatonicienne d'Athènes vers 400). Il fut persécuté à Constantinople pour son attachement au paganisme. Ensuite il retourna à Alexandrie, sans doute comme fondateur ou premier scolarque, recteur, de l'école néoplatonicienne d'Alexandrie, peut-être vers 430. Il fut le maître d'Énée de Gaza, philosophe néoplatonicien qui se convertira au christianisme et sans doute condisciple de Proclos à Alexandrie.
Son Commentaire sur les Vers d'or des pythagoriciens, intégralement conservé, ne constitue pas un exposé doctrinal du pythagorisme, mais une éthique pour se purifier et se préparer à connaître. S'exprimant dans une langue simple, il se caractérise par l'élévation morale et la ferveur sincère du sentiment religieux. Il contient également de précieuses informations sur ce que pouvait être la règle de vie des pythagoriciens, leur ascèse purificatrice, leur éthique sacrée, leur théorie de la connaissance et leur conception du salut obtenu par la déification ou le retour à Dieu. Hiéroclès s'y signale comme l'un des esprits les plus modérés du néoplatonisme (selon le Répertoire des sources philosophiques antiques).

## Œuvres
- Commentaire sur les Vers dorés des pythagoriciens (vers 480 ?), trad. Mario Meunier : Les vers d'or / Pythagore. Commentaire sur les vers d'or des pythagoriciens / Hiéroclès ; traduction nouvelle avec prolégomènes et notes par Mario Meunier, 1re éd. : Paris : L'artisan du livre, 1931, 345 p. Réimpr. : Paris : Éditions de La Maisnie, 1979, 1987, 347 p.
- Commentaire sur les Vers d'or des Pythagoriciens suivi de Traité sur la Providence  (trad. du grec ancien par Noël Aujoulat, Adrien Lecerf), Paris, Les Belles Lettres, coll. « La roue à livres » (no 84), 2018, XVI + 320 (ISBN 978-2-251-44798-8).